# Wrecked (песня Imagine Dragons)
«Wrecked» ― песня американской рок-группы Imagine Dragons. Была выпущена на лейблах Interscope Records и Kidinakorner 2 июля 2021 года в качестве третьего сингла с пятого студийного альбома Imagine Dragons Mercury ― Act 1. Сингл был написан и спродюсирован участниками группы.

## История
Песня посвящена умершей от рака жене брата Дэна Рейнольдса (фронтмен Imagine Dragons) Алише Дуртски Рейнольдс.
«Она была самым ярким лучом света. Маяк радости и силы для всех, кого она встречала. Её внезапная кончина потрясла меня так, что я до сих пор не могу выразить насколько. Я был с ней и моим братом, когда она умерла, и это был первый раз в моей жизни, когда я стал свидетелем подобной смерти. Я осознал хрупкость жизни и необратимость происходящего. Я видел, как мой брат столкнулся с тем, с чем никто не должен сталкиваться. Но я также видел, как его вера даёт ему надежду на будущее.
Больше не будучи искренне верующим человеком, я могу только надеяться, что она услышит это где-нибудь в том месте, где она исцелена и больше не испытывает боли. Эта песня выражает моё желание провести вечность с теми, кого я люблю»

― Дэн Рейнольдс о песне «Wrecked»
Песню «Wrecked» он описал как «способ справиться с произошедшим», ведь музыка для него «всегда была убежищем».

## Чарты
| Чарт (2021―2022)                             | Высшая позиция |
| -------------------------------------------- | -------------- |
| Австрия (Ö3 Austria Top 40)                  | 57             |
| Бельгия/Фландрия (Ultratop 50)               | 21             |
| Бельгия/Валлония (Ultratop 50)               | 21             |
| Канада (Billboard Canadian Hot 100)          | 91             |
| Канада (Billboard Rock)                      | 27             |
| Чехия (Rádio — Top 100)                      | 2              |
| Чехия (Singles Digitál Top 100)              | 16             |
| Франция (SNEP)                               | 43             |
| Германия (GfK)                               | 75             |
| Мир (Billboard Global 200)                   | 90             |
| Ирландия (IRMA)                              | 77             |
| Италия (FIMI)                                | 85             |
| Нидерланды (Dutch Top 40)                    | 25             |
| Нидерланды (Single Top 100)                  | 53             |
| Новая Зеландия (Hot Singles (RMNZ))          | 6              |
| Польша (Polish Airplay Top 100)              | 25             |
| Португалия (AFP)                             | 126            |
| Словакия (Rádio — Top 100)                   | 6              |
| Словакия (Singles Digitál Top 100)           | 47             |
| Швеция (Sverigetopplistan)                   | 64             |
| Швейцария (Schweizer Hitparade)              | 10             |
| США (Billboard Bubbling Under Hot 100)       | 11             |
| США (Billboard Hot Rock & Alternative Songs) | 11             |
| США (Billboard Rock & Alternative Airplay)   | 4              |

| Чарт (2021)                                 | Позиция |
| ------------------------------------------- | ------- |
| Бельгия (Ultratop Flanders)                 | 78      |
| Швейцария (Schweizer Hitparade)             | 41      |
| US Hot Rock & Alternative Songs (Billboard) | 33      |
| US Rock Airplay (Billboard)                 | 28      |

## Сертификации
| Регион                                                                      | Сертификация | Продажи |
| --------------------------------------------------------------------------- | ------------ | ------- |
| Франция (SNEP)                                                              | Золотой      | 100 000 |
| Италия (FIMI)                                                               | Золотой      | 35 000  |
| Данные о продажах + прослушиваниях приведены только на основе сертификации. |              |         |